# Rhamphomyia stigmosa
Rhamphomyia stigmosa är en tvåvingeart som beskrevs av Macquart 1827. Rhamphomyia stigmosa ingår i släktet Rhamphomyia och familjen dansflugor. Arten är reproducerande i Sverige. Inga underarter finns listade i Catalogue of Life.